# Christoph Thiel
Christoph Thiel (* 3. September 1966) ist ein ehemaliger deutscher Fußballspieler.
Der Mittelfeldspieler absolvierte sein einziges Zweitligaspiel in der Saison 1986/87 für den FSV Salmrohr, als er im Heimspiel gegen Hannover 96 in der 81. Minute für Norbert Rolshausen eingewechselt wurde. Bei der deutschen Amateurmeisterschaft 1990 wurde er mit seinem Team Meister, im Finale erzielte er das Führungstor gegen den Rheydter SV, das Spiel endete 2:0.